# Mezőkovácsháza
Mezőkovácsháza (în română Căuăcihaz) este un oraș în districtul Mezőkovácsháza, județul Békés, Ungaria, având o populație de 6.459 de locuitori (2011). 

## Demografie
Componența etnică a orașului Mezőkovácsháza
     Maghiari (95,28%)
     Romi (1,55%)
     Români (1,29%)
     Necunoscut (0,52%)
     Alții (1,35%)
Componența confesională a orașului Mezőkovácsháza
     Romano-catolici (32,71%)
     Fără religie (25,75%)
     Reformați (5,26%)
     Luterani (1,1%)
     Necunoscută (33,5%)
     Alte religii (2,63%)
Conform recensământului din 2011, orașul Mezőkovácsháza avea 6.459 de locuitori. Din punct de vedere etnic, majoritatea locuitorilor (95,28%) erau maghiari, existând și minorități de romi (1,55%) și români (1,29%). Apartenența etnică nu este cunoscută în cazul a 0,52% din locuitori. Nu există o religie majoritară, locuitorii fiind romano-catolici (32,71%), persoane fără religie (25,75%), reformați (5,26%) și luterani (1,1%). Pentru 33,5% din locuitori nu este cunoscută apartenența confesională.